# Alexander Kofler
Alexander Kofler (Klagenfurt, Austria, 6 de noviembre de 1986) es un futbolista austriaco que juega de portero en el Wolfsberger AC de la Bundesliga austríaca.

## Trayectoria

### Carrera temprana
Comenzó su carrera futbolística en 1994 en el ATUS Velden de Carintia. Para la temporada 2004-05 se trasladó al SC Landskron. Para la temporada 2006-07 se incorporó al ASKÖ Fürnitz, de quinta división.
Antes de la temporada 2007-08, fichó por el SAK Klagenfurt, de la Austrian Regional League. En octubre de 2007, debutó con el club contra el Wolfsberger AC. En su temporada de debut en la tercera división, disputó 18 partidos con el Klagenfurt. En la temporada 2008-09 disputó 21 partidos en la Regionalliga. En la temporada 2009-10 fue titular indiscutible en el Carintia y completó 29 partidos con el club.

### SC Austria Lustenau
Antes de la temporada 2010-11, se trasladó al club de segunda división SC Austria Lustenau. En julio de 2010 debutó con el club de segunda división con sede en Vorarlberg, al ser sustituido por Sascha Boller en el minuto 79 de la tercera jornada de la temporada contra el SCR Altach, tras la expulsión del portero Christian Mendes con tarjeta roja. A partir de entonces, se convirtió en titular del club, antes de que él mismo recibiera una tarjeta roja el 19 de noviembre de 2010 contra el Wolfsberger AC. Tras regresar de su suspensión, tuvo que pasar los cuatro primeros partidos en el banquillo como reserva antes de poder recuperar el puesto de titular. En su primera temporada como profesional, disputó 27 partidos de segunda división, y llegó a la final de la Copa de Austria con el Austria Lustenau, en la que, sin embargo, perdió ante el SV Ried. En la temporada 2011-12 volvió a ser titular y disputó 33 partidos en segunda división. En la temporada 2012-13, disputó 28 partidos.

### Wolfsberger AC
Para la temporada 2013-14, se unió al Wolfsberger AC de la Bundesliga austriaca. Debutó en la Bundesliga en agosto de 2013, cuando entró en el partido por el lesionado Christian Dobnik en la cuarta jornada contra el FC Wacker Innsbruck en el descanso. En su primera temporada en el Wolfsberg, fue el suplente de Dobnik y disputó 6 partidos de la Bundesliga. En la temporada 2014-15, logró imponerse a Dobnik para ser titular. Así, llegó a disputar 30 partidos de la Bundesliga y se clasificó para la Liga Europa de la UEFA con el club. En la fase de clasificación para la UEFA Europa League, formó parte del equipo que venció al Shakhtyor Soligorsk en segunda ronda, antes de ser eliminados en la tercera ronda ante el Borussia Dortmund. Jugó los cuatro partidos de clasificación. En la liga, perdió su puesto en la portería tras la undécima jornada en favor de Dobnik. Sin embargo, tras el parón invernal, pudo reafirmarse en la portería. En la temporada 2015-16, disputó 25 partidos de liga.
En la temporada 2016-17 comenzó la temporada como primer portero, pero al igual que en la temporada anterior, perdió su puesto en favor de Dobnik, que le sustituyó tras la novena jornada. Sin embargo, poco antes del parón invernal, volvió a sustituirle. Al final de la temporada, también ejerció por primera vez de capitán del club. En la temporada 2016-17, al igual que en la anterior, disputó 25 partidos de la Bundesliga. En la temporada 2017-18, fue degradado a suplente hacia el final de la por el entrenador jefe interino Robert Ibertsberger, y a partir de la jornada 30 Dobnik y Marko Soldo tuvieron prioridad. Con el nuevo seleccionador Christian Ilzer, Kofler se convirtió en el titular indiscutible, y mantuvo ese puesto durante toda la temporada 2018-19. Con el Wolfsberger AC, también se clasificó para la fase de grupos de la Europa League de la UEFA, quedando tercero en la liga. En la Liga Europa de la UEFA, también disputó los seis partidos de la fase de grupos de la temporada siguiente. Sin embargo, al terminar último en el Grupo J, el Carintia fue eliminado en la fase de grupos. En la liga, seguía siendo el titular en la temporada 2019-20.

## Estadísticas

### Clubes
Actualizado al último partido disputado el 21 de mayo de 2022.
| Club                          | Div.          | Temporada     | Liga  | Liga  | Copas nacionales | Copas nacionales | Copas internacionales | Copas internacionales | Total | Total |
| Club                          | Div.          | Temporada     | Part. | Goles | Part.            | Goles            | Part.                 | Goles                 | Part. | Goles |
| ----------------------------- | ------------- | ------------- | ----- | ----- | ---------------- | ---------------- | --------------------- | --------------------- | ----- | ----- |
| SAK Klagenfurt · Austria      | 3.ª           | 2007-08       | 18    | -28   | 0                | 0                | —                     | —                     | 18    | -28   |
| SAK Klagenfurt · Austria      | 3.ª           | 2008-09       | 21    | -30   | 1                | -3               | —                     | —                     | 22    | -33   |
| SAK Klagenfurt · Austria      | 3.ª           | 2009-10       | 28    | -45   | 2                | -4               | —                     | —                     | 30    | -49   |
| SAK Klagenfurt · Austria      | Total club    | Total club    | 67    | -103  | 3                | -7               | 0                     | 0                     | 70    | 110   |
| SC Austria Lustenau · Austria | 2.ª           | 2010-11       | 27    | -31   | 6                | -3               | —                     | —                     | 33    | -34   |
| SC Austria Lustenau · Austria | 2.ª           | 2011-12       | 33    | -40   | 3                | -3               | —                     | —                     | 36    | -43   |
| SC Austria Lustenau · Austria | 2.ª           | 2012-13       | 28    | -32   | 2                | -4               | —                     | —                     | 30    | -36   |
| SC Austria Lustenau · Austria | Total club    | Total club    | 88    | -103  | 11               | -10              | 0                     | 0                     | 99    | -113  |
| Wolfsberger AC · Alemania     | 1.ª           | 2013-14       | 6     | -10   | 3                | -3               | —                     | —                     | 9     | -13   |
| Wolfsberger AC · Alemania     | 1.ª           | 2014-15       | 30    | -43   | 0                | 0                | —                     | —                     | 30    | -43   |
| Wolfsberger AC · Alemania     | 1.ª           | 2015-16       | 25    | -25   | 0                | 0                | 4                     | -6                    | 29    | -31   |
| Wolfsberger AC · Alemania     | 1.ª           | 2016-17       | 26    | -41   | 0                | 0                | —                     | —                     | 26    | -41   |
| Wolfsberger AC · Alemania     | 1.ª           | 2017-18       | 24    | -35   | 2                | -2               | —                     | —                     | 26    | -37   |
| Wolfsberger AC · Alemania     | 1.ª           | 2018-19       | 30    | -37   | 3                | -4               | —                     | —                     | 33    | -41   |
| Wolfsberger AC · Alemania     | 1.ª           | 2019-20       | 28    | -37   | 2                | 0                | 6                     | -8                    | 36    | -45   |
| Wolfsberger AC · Alemania     | 1.ª           | 2020-21       | 19    | -41   | 4                | -4               | 6                     | -7                    | 29    | -52   |
| Wolfsberger AC · Alemania     | 1.ª           | 2021-22       | 28    | -43   | 3                | -5               | —                     | —                     | 31    | -48   |
| Wolfsberger AC · Alemania     | Total club    | Total club    | 216   | -312  | 17               | -18              | 16                    | -21                   | 249   | -351  |
| Total carrera                 | Total carrera | Total carrera | 371   | -518  | 31               | -35              | 16                    | -21                   | 418   | -574  |